# Bradley (Hampshire)
Pour les articles homonymes, voir Bradley.
Bradley est une paroisse civile et un village du Hampshire, en Angleterre.